# Brigate nere
Le Brigate Nere furono un corpo ausiliario volontario delle Forze armate della Repubblica Sociale Italiana, organizzato dal Partito Fascista Repubblicano, che operò in Italia settentrionale dagli inizi di luglio del 1944 fino al termine della seconda guerra mondiale con compiti di antiguerriglia.
Il corpo fu istituito il 30 giugno 1944 col decreto legislativo 446-XXII con il nome di Corpo Ausiliario delle Squadre d'Azione delle Camicie Nere ed era costituita da iscritti al Partito Fascista Repubblicano arruolatisi su base volontaria.
Furono costituite quarantuno Brigate Nere territoriali, ovvero una per provincia, intitolate ciascuna ad un caduto del fascismo repubblicano. Ad esse si affiancavano cinque Brigate mobili, di cui una alpina, e dodici Brigate autonome e speciali. Le Federazioni Provinciali del Partito furono convertite in Comandi di Brigata, diretti dai rispettivi Segretari Federali, mentre la Segreteria Nazionale del PFR assumeva le funzioni di Ufficio di Stato Maggiore del Corpo. Comandante Generale del Corpo fu, sin dall'inizio, il Segretario del Partito Fascista Repubblicano Alessandro Pavolini. 

Mussolini in visita a una Brigata Nera.

## Origini
Dopo l'armistizio dell'8 settembre 1943 e la costituzione della Repubblica Sociale Italiana, furono ricostituiti nel Nord Italia i corpi delle Forze Armate Repubblicane, sotto la guida del generale Rodolfo Graziani, comprendenti l'Esercito Nazionale Repubblicano, la Guardia Nazionale Repubblicana ed altre formazioni. Nella prima metà del 1944, a seguito dell'offensiva alleata e dello sfondamento della Linea Gustav, si ebbe un incremento dell'attività della Resistenza partigiana nei territori della RSI ed un drastico ridimensionamento della Guardia Nazionale Repubblicana (GNR) da parte dei vertici tedeschi. Sin dal settembre 1943, anche all'interno del Partito Fascista esistevano già formazioni armate organizzatesi spontaneamente, su iniziativa di squadristi desiderosi di partecipare alla lotta armata che si stava accendendo in molte zone del Nord Italia: ad esempio, la Squadra d'Azione Garibaldi e il Reggimento Federale Carroccio di Milano, la Xª Legio di Bologna, e così via. Squadre e reparti armati di militanti fascisti, non rispondenti alla GNR né alle questure repubblicane, ma solo alle Federazioni del Fascio Repubblicano, si stavano formando un po' dovunque. Pertanto, venne deciso di riunirle tutte in un'unica organizzazione.
Nell'estate del 1944 la consistenza totale della GNR si era ridotta da oltre 130 000 uomini a poco più di 50 000 unità, a causa delle operazioni di disarmo e cattura da parte tedesca degli ex-appartenenti all'Arma dei Carabinieri, ritenuti inaffidabili dal regime fascista. L'operazione di cattura tedesca non ebbe grande successo perché molti ex-carabinieri riuscirono a darsi alla macchia o unirsi alle formazioni partigiane prima dell'arresto, ma comportò lo scioglimento di numerosi presidi territoriali e gravi problemi di controllo del territorio da parte della RSI.
La stessa situazione bellica aveva chiarito che la GNR (nei centri urbani minori) e la Polizia Repubblicana (nelle città) non bastavano più a contenere le azioni dei GAP e del CLN, sempre più audaci e numerose. Tutto ciò aveva spinto il segretario del Partito Fascista Repubblicano (PFR), Alessandro Pavolini, ad istituire una sorta di "milizia politica" all'interno dello stesso partito fascista che rispondesse alle esigenze di protezione dei membri del partito e da affiancare alla Guardia Nazionale Repubblicana nei suoi compiti d'istituto, limitatamente ai servizi di ordine pubblico e di sorveglianza del territorio; il decreto istitutivo del Corpo non comprendeva infatti i poteri investigativi.
Con l'assenso di Benito Mussolini, il 9 maggio 1944 venne quindi fondata la Segreteria Militare del PFR, alla guida del generale della GNR e già Console della Milizia Volontaria per la Sicurezza Nazionale (MVSN) Giovanni Riggio. Dapprima egli attese al compito di sovrintendere all'istituzione dei nuclei volontari di fascisti all'interno delle forze armate (Esercito Nazionale Repubblicano, Marina Nazionale Repubblicana, Aeronautica Nazionale Repubblicana) e di polizia (Guardia Nazionale Repubblicana e Corpo di Polizia Repubblicana), ma già dalla fine di giugno del 1944 si decise per la trasformazione definitiva del Partito Fascista Repubblicano in un organismo militare.
Il Corpo Ausiliario delle Squadre d'Azione di Camicie Nere nacque così per raggruppare le formazioni armate paramilitari fasciste, organizzate e reclutate direttamente dal PFR, che presero il nome ufficiale di "Brigate Nere". Queste dovevano raccogliere le reclute su base volontaria tra gli iscritti al Partito Fascista Repubblicano. Ciascuna Federazione del Fascio Repubblicano (cioè ogni Provincia) doveva così organizzare la propria Brigata Nera, attingendo ai ranghi dei propri iscritti. Tuttavia, né il numero dei volontari né, soprattutto, la limitatissima disponibilità di armi ed equipaggiamenti permisero di avvicinarsi agli organici previsti. Per fare un esempio, la 22ª Brigata Nera Antonio Faggion di Vicenza non superò mai i quattrocento uomini, meno di un terzo di quanto previsto dagli ordinamenti (1 400 uomini, strutturati su una compagnia comando e tre battaglioni operativi di quattro compagnie ciascuno).

Squadristi di una Brigata Nera non identificata, 1944. Si notano bene i caratteristici teschi portati sul basco nero, scelto da questo reparto come copricapo al posto del più diffuso berretto alla sciatora

.

## Istituzione
Secondo il decreto istitutivo delle Brigate Nere, l'arruolamento era riservato ai soli iscritti al Partito e del tutto volontario. Successive circolari applicative specificarono tuttavia che l'iscrizione al Partito Fascista Repubblicano per gli uomini tra i 18 e i 60 anni di età non già soggetti ad altri obblighi militari era subordinata alla contestuale domanda di arruolamento nelle Brigate Nere, in quanto "non merita l'onore di militare nel partito chi non si senta di servirlo in armi". Allo stesso modo, veniva con forza sottolineato "l'obbligo morale" da parte dei fascisti già iscritti al PFR ad arruolarsi. Per questi motivi le Brigate Nere divennero un corpo paramilitare formalmente a carattere volontario, ma che di fatto comprendeva anche elementi forzati dalle circostanze ad entrarvi.

La 1ª Brigata Nera "Ather Capelli" di Torino sfila nel 1945

La decisione di mobilitare il PFR in una forza combattente era stata presa nell'ottica di riportarlo alle sue origini, quando il fascismo era soprattutto un movimento di reduci ed ex-combattenti. Pavolini ed i vertici fascisti erano convinti che solo così il PFR potesse riprendere l'originale tradizione di milizia spontanea e di azione militare, nonché il suo ruolo di élite militare della società, secondo la dottrina più radicale del fascismo. Per queste ragioni, il fascista doveva essere anzitutto un combattente.
A queste motivazioni ideologiche si aggiungevano le necessità imposte dalle circostanze in cui versava la Repubblica Sociale Italiana: occorreva un serbatoio di risorse umane cui attingere per sostenere le autorità militari e di polizia, costantemente in difficoltà nel controllare il territorio e fronteggiare la sempre più attiva Resistenza, e per difendere gli iscritti e le sedi del PFR dagli attacchi costanti dei GAP partigiani.

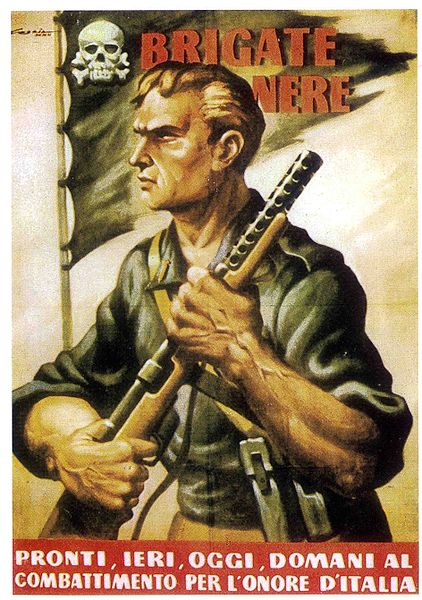
Manifesto di propaganda del 1944 per l'arruolamento nelle Brigate Nere

Ciononostante, il progetto originario di un'integrale militarizzazione del Partito Fascista Repubblicano nell'interezza delle sue strutture e dei suoi iscritti non ebbe un seguito concreto. La struttura militare del partito si affiancò semplicemente a quella politica, che continuò ad operare autonomamente, e solo un numero molto limitato degli iscritti al partito (poco più del 3%) venne mobilitato nelle Brigate Nere ed esclusivamente su base volontaria.

### Decreto istitutivo
Art.1- La struttura politico militare del Partito si trasforma in organismo di tipo militare e costituisce il Corpo Ausiliario delle Squadre d'Azione delle Camicie Nere.
Art.2- Il Comando del Corpo è costituito dalla trasformazione dell'attuale Direzione del Partito in Ufficio di Stato Maggiore del Corpo Ausiliario delle Squadre d'Azione delle Camicie Nere. Il Ministro Segretario del Partito assume la carica di Comandante del Corpo.
Art.3- Le Federazioni assumono il nome di "Brigate Nere" del Corpo Ausiliario ed i Commissari Federali la carica di Comandante di Brigata.
Art.4- Il Corpo sarà sottoposto alla Disciplina Militare e al Codice Penale Militare del tempo di guerra.
Art.5- Gli iscritti al PFR, di età compresa fra i 18 e i 60 anni e non appartenenti alle altre Forze Armate della Repubblica, entreranno in seguito a domanda volontaria a far parte del Corpo Ausiliario delle Squadre d'Azione delle Camicie Nere che a seconda della loro idoneità fisica provvederà al loro impiego.
Art.6- Gli appartenenti alle formazioni ausiliarie provenienti dalle Squadre d'Azione e passati alle FF.AA.RR., alla GNR e alla Polizia Repubblicana, iscritti regolarmente al PFR, possono a domanda essere trasferiti nel Corpo Ausiliario delle Squadre d'Azione delle Camicie Nere.
Art.7- Compito del Corpo è quello del combattimento per la difesa dell'ordine della Repubblica Sociale Italiana, per la lotta contro i banditi e i fuori legge e per la liquidazione di eventuali nuclei di paracadutisti nemici. Il corpo non sarà impiegato per compiti di requisizione, arresti od altri compiti di Polizia. L'impiego delle Brigate Nere nell'ambito provinciale viene ordinato dai Capi delle province. Iniziative ed atti arbitrari compiuti da parte dei singoli e che comunque possano screditare il Partito saranno puniti secondo il Codice Militare del tempo di Guerra.
Art.8- Ciascuna Brigata Nera porterà il nome di un Caduto per la Causa del Fascismo Repubblicano.
Art.9- Il servizio prestato nel Corpo è considerato a tutti gli effetti come servizio militare. Al personale del Corpo Ausiliario saranno estesi in diritto tutti i benefici in vigore per il trattamento di quiescenza e le provvidenze per i feriti, i mutilati e i deceduti in combattimento o comunque in servizio.
Art.10- Il Ministro delle Finanze è autorizzato ad apportare le variazioni di Bilancio necessarie per l'attuazione del presente Decreto.
Art.11- Il Comandante del Corpo d'intesa con il Ministro delle Finanze e con gli altri Ministri interessati, con successivi decreti emanerà le norme di attuazione del presente decreto fissando gli organici, i trattamenti e le disposizioni regolamentari ed esecutive per il funzionamento del Corpo.
Art.12- Il Corpo Ausiliario delle Squadre d'Azione delle Camicie Nere si avvarrà per i servizi sussidiari del Servizio Ausiliario Femminile secondo le norme del Decreto 18 aprile 1944 XXII e del Regolamento esecutivo.
Art.13- Il presente Decreto che entrerà in vigore dal 1º luglio 1944 XXII sarà pubblicato nella Gazzetta Ufficiale d'Italia e, munito del sigillo dello Stato inserito nella raccolta ufficiale delle leggi e dei Decreti.
30 di Giugno di 1944
MUSSOLINI. - Pavlonini.- Graziani.- Buffarini. - Pellegrini.
»

## Organizzazione
Gli appartenenti alle Brigate Nere ebbero la denominazione ufficiale di "Squadristi", esattamente come i componenti delle "squadre d'azione" del primo fascismo degli anni '20, per evidenziare ancora di più il richiamo alla tradizione originaria. Ogni Segretario Federale del PFR (le Federazioni erano su base provinciale) diveniva automaticamente il comandante della Brigata Nera formata nella propria Federazione. Ogni Brigata Nera era suddivisa teoricamente in 2 o 3 battaglioni, suddivisi a loro volta in Compagnie.
Sin dalla sua istituzione, il Corpo Ausiliario delle Squadre d'Azione di Camicie Nere suddivise il personale delle Brigate Nere in tre categorie:
- Volontari Permanenti (questi effettivamente composti da membri delle BB.NN. su base volontaria);
- Ausiliari di pronto impiego;
- Ausiliari di seconda categoria.

Solamente il personale permanente aveva l'obbligo di risiedere nelle caserme (cioè le sedi del PFR e le Case del Fascio) e di portare l'uniforme. Le altre due categorie erano da mobilitare solo in caso di emergenza, sempre per la cronica mancanza di armi. I membri delle Brigate Nere disponevano di apposite tessere di riconoscimento ed erano autorizzati a portare armi ed a circolare liberamente anche durante il coprifuoco. I Volontari Permanenti ricevevano un sussidio mensile di 200 lire.

### Struttura
- Brigata
  - 3 battaglioni
    - 3 compagnie
      - 3 squadre d'azione

### Equipaggiamento e uniformi

Un milite della XVI Brigata Nera "D. Gervasini" di Varese, fotografato nel 1945. Indossa un'uniforme molto tipica, con berretto "alla sciatora" ornato dal classico teschio, e maglione nero a cerniera su cui spicca il distintivo a placca rosso/nero. È armato di un mitra Sten, arma comune tra gli Squadristi che spesso intercettavano gli aviolanci degli Alleati

Sebbene il comandante generale Alessandro Pavolini avesse istruito i Federali del Partito affinché recuperassero ogni arma disponibile dai reparti (soprattutto di ex-Carabinieri Reali) che davano indicazioni di scarsa affidabilità, non fu possibile raggiungere un armamento adeguato alla forza costituenda. La cronica mancanza di armi fu dovuta soprattutto alla mancanza di fiducia da parte tedesca, manifestatasi con il netto rifiuto alla cessione delle armi da parte di Albert Kesselring (comandante delle forze tedesche in Italia) e dal limitato appoggio del generale Karl Wolff (comandante delle SS e della polizia tedesca nell'Italia settentrionale), che solo all'inizio di luglio 1944 autorizzò una cessione di 3 000 fucili italiani Carcano Mod. 91, ai quali in teoria avrebbero dovuto far seguito altre 7 000 armi da fuoco. A queste limitazioni si aggiungevano quelle sui tessuti per confezionare uniformi, generi alimentari, strutture adatte ad alloggiare un numero consistente di uomini nonché carburante per i mezzi.
Per quanto riguarda l'armamento individuale, le fonti fotografiche mostrano una grande varietà di modelli tra pistole, fucili e pistole mitragliatrici. Scarsissima o più spesso inesistente la presenza di armi di squadra o reparto (mortai, mitragliatrici e così via). In effetti, per tutta la loro esistenza le Brigate Nere dovettero sempre arrangiarsi con quel che trovavano, considerato anche che le poche armi lasciate alla RSI dalle autorità tedesche erano assegnate in priorità alle forze armate e alla GNR.
Per quanto riguarda l'uniforme i regolamenti si limitavano a prescrivere la camicia nera, spesso sostituita sul campo da maglioni, giacche o giubbotti dello stesso colore, e integrate a seconda della reperibilità da elementi di uniforme e buffetterie del Regio Esercito, dell'Esercito Repubblicano o della Milizia Volontaria Sicurezza Nazionale.
Nella fase iniziale non esistevano gradi in senso stretto, ma delle semplici cordelline indossate attorno alla spalla destra come indicatori temporanei di funzione di comando, legati al ruolo rivestito nell'operazione in corso, secondo il seguente schema:
 Comandante di Brigata
 Comandante di Battaglione o Vice-Comandante di Brigata
 Comandante di Compagnia
 Comandante di Plotone
 Comandante di Squadra
A partire dal gennaio 1945, il sistema venne abbandonato e vennero istituiti gradi permanenti, analoghi a quelli della Guardia Nazionale Repubblicana.

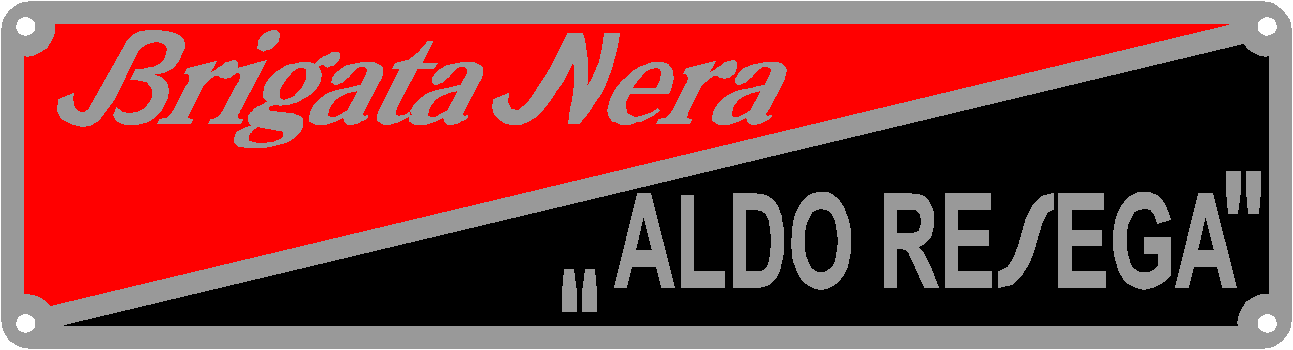
Distintivo da petto della VIII Brigata Nera "Aldo Resega" di Milano

Non erano previste mostrine o specifiche insegne da berretto di uso generale, ma i Comandi delle Brigate adottarono sistematicamente di propria iniziativa simboli basati principalmente su teschi e fasci repubblicani, in numerosissime varianti spesso di produzione semiartigianale. Frequente, ma non regolamentare, era l'uso di una copia di fasci repubblicani da squadrista in colore rosso o teschietti metallici da appuntare sul bavero in modo analogo ai gladi delle Forze Armate repubblicane. Unico distintivo ufficiale (realizzato in metallo o in stoffa ricamata) era una targhetta rettangolare, nei colori rosso e nero tagliati in diagonale, riportante il nome della Brigata, da indossare sul lato sinistro del petto al di sopra delle medaglie, anche se sono conosciuti numerosi modelli di distintivi di Brigate Nere, da braccio e da petto, non regolamentari nella forma o nei colori.

### Consistenza numerica
A causa delle limitazioni in armi ed equipaggiamento, le Brigate Nere, che pure avevano avuto un consistente numero di iscritti sin dall'inizio della loro istituzione, dovettero per forza di cose fortemente limitarsi negli arruolamenti e di conseguenza non poterono raggiungere velocemente la forza teorica prevista, nonostante il progetto prevedesse tre battaglioni per brigata, per una forza totale teorica di 1 400 uomini. La forza variava notevolmente: in media una Brigata Nera contava due o trecento uomini effettivamente impiegabili, mentre Brigate particolarmente consistenti come la Ather Capelli di Torino o la Aldo Resega di Milano, che disponevano di oltre 2 000 uomini ciascuna, erano eccezioni. L'incalzare degli eventi ed il precipitare della situazione nella RSI causò anche una notevole diserzione nei ranghi degli Squadristi.

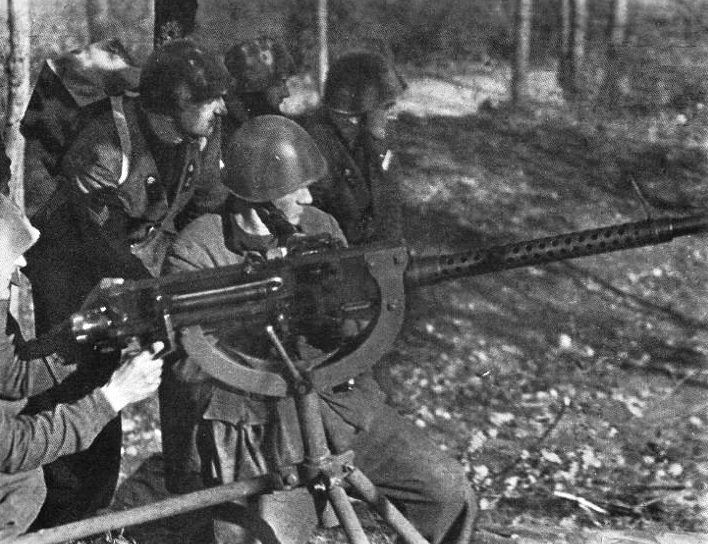
Squadristi della VI. Brigata Nera A. Cristina di Novara, una delle meglio organizzate del Piemonte, tanto che disponeva di armi pesanti come questa mitragliatrice antiaerea Breda SAFAT da 12,7 mm, impiegata durante un'azione contro i partigiani in Val Grande, nell'autunno 1944.

Alla fine del luglio 1944 vi erano trentaquattro Brigate in via di formazione, che schieravano 17 000 militi. Due mesi dopo le Brigate Nere erano trentasei (due in più di quelle previste) e contavano su 30 000 volontari, ma solo 12 000 di questi erano effettivamente mobilitabili a causa della scarsità di armamenti. I restanti 18 000 erano considerati riservisti. In occasione della mobilitazione generale, il 2 aprile 1945, il Capo di Stato Maggiore generale Edoardo Serafino Piero Facdouelle comunicava la mobilitazione complessiva di 29 000 uomini sia in armi sia in servizio. A quella data i caduti delle Brigate Nere ammontavano a 11 comandanti di brigata, 47 ufficiali, 1 641 squadristi e 9 ausiliarie.

## L'impiego operativo

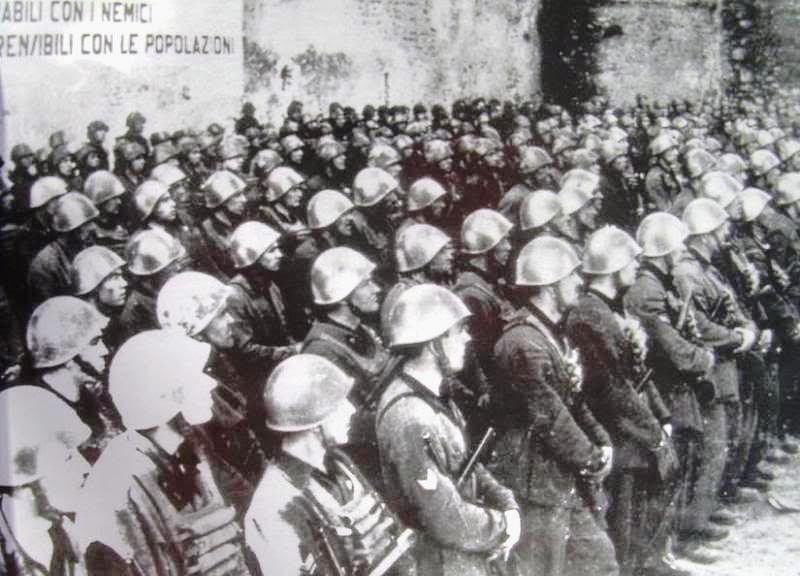
La Brigata Nera "M. Turchetti" di Mantova, in una delle sue ultime azioni, aprile 1945

Le Brigate Nere furono senz'altro le formazioni paramilitari più ideologizzate della RSI. Il personale era formato in larga parte da fascisti radicalizzati ed animati da forte rancore e risentimento verso tutti coloro che avevano, nella loro ottica, "tradito" il fascismo; o ancora, da vecchi ex-squadristi degli anni '20 desiderosi di vendetta e di riprendere un ruolo di spicco nella lotta in difesa degli ideali fascisti; in generale, elementi spesso difficili da controllare, scarsamente disciplinati e facili all'abuso. Perciò, le Brigate Nere trovavano mediamente poche simpatie tra la popolazione ed avevano scarso credito persino presso le stesse autorità della RSI: le fonti dell'epoca citano numerosi episodi di squadristi condannati dalle Commissioni Disciplinari fasciste per abusi e violenze.
Vi furono Brigate Nere giudicate abbastanza affidabili da essere utilizzate in operazioni militari contro gli Alleati, ma in generale l'apporto degli Squadristi allo sforzo bellico della RSI fu limitato nell'appoggio alla GNR nel corso delle operazioni antipartigiane nelle zone dove era attiva la Resistenza, particolarmente in Toscana, Piemonte ed alta Lombardia. In tali attività le Brigate Nere furono intensamente impegnate e si rivelarono spesso efficaci, comportandosi con brutalità e ferocia nei confronti dei combattenti della Resistenza e di chiunque fosse anche solo sospettato di fornire loro sostegno. In questo senso furono certamente uno strumento importante a disposizione delle autorità della Repubblica Sociale nella spietata guerriglia antipartigiana che insanguinò il nord Italia nel 1944-45.
Dopo la Liberazione ed il crollo della RSI moltissimi squadristi furono oggetto di un'implacabile vendetta da parte delle formazioni partigiane: a tutt'oggi non è noto il numero degli appartenenti alle Brigate Nere rimasti vittime della resa dei conti successiva al 25 aprile 1945.

## Elenco delle Brigate
Di seguito l'elenco delle Brigate della Squadre d'Azione delle Camicie Nere, suddivise per regione. Fra parentesi, la relativa provincia di reclutamento.

### Piemonte
Ispettorato Regionale del Piemonte (successivamente Ispettorato Brigate Nere del Piemonte) da cui dipendevano:
- I Brigata Nera "Ather Capelli" (Torino)
- II Brigata Nera "Attilio Prato"[16] (Alessandria)
- III Brigata Nera "Emilio Picot"[17] (Aosta)
- IV Brigata Nera "Luigi Viale"[18] (Asti)
- V Brigata Nera "Carlo Lidonnici"[19] (Cuneo)
- VI Brigata Nera "Luciano Gavazzi"[20], poi "Augusto Cristina"[21] (Novara)
- VII Brigata Nera "Bruno Ponzecchi"[22] (Vercelli)

### Lombardia
Ispettorato Regionale della Lombardia (successivamente Ispettorato Brigate Nere della Lombardia) da cui dipendevano:
- VIII Brigata Nera "Aldo Resega" (Milano)[23][24]
- IX Brigata Nera "Giuseppe Cortesi"[25](Bergamo)
- X Brigata Nera "Enrico Tognù"[26] (Brescia)[27]
- XI Brigata Nera "Cesare Rodini"[28] (Como)
- XII Brigata Nera "Augusto Felisari"[29] (Cremona)
- XIII Brigata Nera "Marcello Turchetti"[30]  (Mantova)
- XIV Brigata Nera "Alberto Alfieri" (Pavia)
- XV Brigata Nera "Sergio Gatti"[31] (Sondrio)
- XVI Brigata Nera "Dante Gervasini"[32] (Varese)

### Veneto
Ispettorato Regionale del Veneto (successivamente Ispettorato Brigate Nere del Veneto) da cui dipendevano:
- XVII Brigata Nera "Bartolomeo Asara"[33] (Venezia)
- XVIII Brigata Nera "Luigi Begon"[34] (Padova)
- XIX Brigata Nera "Romolo Gori" (Rovigo)
- XX Brigata Nera "Francesco Cappellini", poi "Amerino Cavallin"[35] (Treviso)
- XXI Brigata Nera "Stefano Rizzardi" (Verona)
- XXII Brigata Nera "Antonio Faggion"[36] (Vicenza)

### Emilia-Romagna
Ispettorato Regionale dell'Emilia (successivamente Ispettorato Brigate Nere dell'Emilia) da cui dipendevano:
- XXIII Brigata Nera "Eugenio Facchini" (Bologna)
- XXIV Brigata Nera "Igino Ghisellini" (Ferrara)
- XXV Brigata Nera "Arturo Capanni"[37] (Forlì)[38]
- XXVI Brigata Nera "Mirko Pistoni"[39] (Modena)
- XXVII Brigata Nera "Virginio Gavazzoli"[40] (Parma)
- XXVIII Brigata Nera "Pippo Astorri"[41] (Piacenza)
- XXIX Brigata Nera "Ettore Muti" (Ravenna)
- XXX Brigata Nera "Giuseppe Ferrari"[42], poi "Athos Maramotti"[43], poi "Umberto Rosi" (Reggio Emilia)

### Liguria
Ispettorato Regionale della Liguria (successivamente Ispettorato Brigate Nere della Liguria) da cui dipendevano:
- XXXI Brigata Nera "Generale Silvio Parodi"  (Genova)
- XXXII Brigata Nera "Don Antonio Padoan"[44] (Imperia)
- XXXIII Brigata Nera "Tullio Bertoni"[45] (La Spezia)
- XXXIV Brigata Nera "Francesco Briatore"[46] (Savona)

### Toscana
- XXXV Brigata Nera "Don Emilio Spinelli"[47] (Arezzo)
- XXXVI Brigata Nera "Mussolini", poi "Natale Piacentini"[48] (Lucca)[49]
- XXXVII Brigata Nera "Emilio Tacchi"[50](Pisa)
- XXXVIII Brigata Nera "Ruy Blas Biagi" (Pistoia)
- XXXIX Brigata Nera (Siena)
- XL Brigata Nera "Vittorio Ricciarelli"[51], poi "Italo Barattini"[52] (Apuania), successivamente assorbita nella I Brigata Nera Mobile
- XLI Brigata Nera "Raffaele Manganiello" (Firenze)

### Altri comandi
Raggruppamento Brigate Nere Mobili:
- I Brigata Nera Mobile "Vittorio Ricciarelli"[51], poi "Italo Barattini" (Milano)[53]
- II Brigata Nera Mobile "Danilo Mercuri"[54] (Padova)[55]
- III Brigata Nera Mobile "Attilio Pappalardo"[56] (Bologna)[57]
- IV Brigata Nera Mobile "Achille Corrao"[58][59]
- V Brigata Nera Alpina Mobile "Enrico Quagliata"[60] (Dronero-Cuneo)[61]
- Brigata Nera Mobile "Dalmazia" (Milano) (non completata)[62]
- Brigata Nera Mobile "Tevere" (Milano) (non completata)[63]
- Brigata Nera Mobile Arditi (Milano)[64]

Brigate Nere Autonome:
- Brigata Nera Autonoma "Giovanni Gentile" (Cremona), poi confluita nella Brigata Nera Autonoma Operativa "Giuseppe Garibaldi"
- Brigata Nera Autonoma Operativa "Giuseppe Garibaldi" (Morbegno)[65]
- Brigata Nera Speciale di Formazione "Medaglia d'Oro Francesco Meattini"[66], conosciuta anche come Brigata Nera Ministeriale (Brescia)[67]
- Brigata Nera Autonoma Speciale "Marche"[68]
- Brigata Nera Autonoma "Venezia Giulia" (Gorizia)
- Brigata Nera Autonoma "Udine"[69]
- Brigata Nera Autonoma "Tullio Cividino"[70] (Trieste)
- Brigata Nera Femminile "Norma Cossetto" (Trieste)
- Brigata Nera "Nizza"[71] (Bergamo, poi Parma)
- Brigata Nera "Guido Gasparri"[72] (Belluno)
- Brigata Nera Aeronautica (Milano)[73]
- Brigata Nera Marina "Antonio Legnani" (Montecchio Maggiore)[74]

Inquadrati nelle Brigate Nere e dipendenti direttamente dal comando generale erano anche i seguenti reparti:
- 1º Reparto d'Assalto "Onore e Combattimento", formato da elementi provenienti dai Gruppi di Azione Giovanile federali (Milano)
- Compagnia Giovani Fascisti "Bir el Gobi" (Maderno)

Brigate Nere Autonome d'Oltremare:
- Compagnia Complementare Fascisti (Rodi)
- Brigata Nera "Medaglia d'Oro Franco Vellani Dionisi"(Monaco di Baviera)[75]

## Crimini di guerra
Nei giorni 24-27 agosto 1944 uomini della XL Brigata Nera di Apuania, agli ordini dal colonnello Giulio Lodovici, operarono in supporto alle truppe tedesche comandate dal maggiore Walter Reder del 16º Battaglione Esploratori SS (16ª Divisione Granatieri SS), durante l'eccidio di Vinca. Nel corso di un'operazione della durata di quattro giorni le truppe tedesche rastrellarono gli abitati di Vinca, Gragnola, Monzone Alto, Equi Terme, Corsano, Lorano, Tenerano, Gallogna, Campiglione, Viano, Vezzanello, Cecina, Terma, Posterla e Colla, provocando 162 vittime, tra cui 88 donne e 14 bambini.  Per la loro partecipazione ai fatti 64 squadristi furono processati dal Tribunale di Perugia, che il 21 marzo 1950 comminò 11 condanne all'ergastolo. Il col. Ludovici venne assolto per insufficienza di prove.
Inoltre i nomi di 18 appartenenti alle Brigate Nere figurano nell'elenco CROWCASS (Central Registry of War Criminals and Security Suspects) (1947), compilato dagli Alleati Anglo-Americani, delle persone ricercate dalla Gran Bretagna per crimini di guerra:
- (Name) BELLINI Giovanni  (1912) - (C.R. File Number) 300616 - (Rank, Occupation, Unit, Place and Date of Crime)  Lt., commander, Mayor and Secretary, commander of the Guardia Nazionale Repubblicana and of the Black Brigade at Mesola. Fascist Republican Party, Mesola, Ferrara, Adria, Rovigo (It.) 12.44 - (Reason wanted) Murder - (Wanted by) U.K.[78]
- BELLINI Luigi - 307272 - Member of the Italian Fascist Black Bde., near Caselle Pressana Prov. Verona (It.) 6.1.45 - Murder - U.K. [79]
- BORDON Luigi  - 300618 - Milite, Black Bde., Mesola, Ferrara, Adria, Rovigo (It.) 12.44 - Murder  - U.K.  -[79]
- CHRISTIANINI Nello - 300211 - Black Bde., Frasinelle, Rovigo, (It.) on or about 2.8.44 - Misc. Crimes - U.K. [80]
- COSCI Furio - 300210  - Black Bde., Frasinelle, Rovigo Province (It.), on or about 2.8.44 - Misc. Crimes - U.K. [81]
- FABERIES Ottorino - 300628 - Sgt., Black Bde., Villanova Marchesana on detachment at Ariano, Mesola, Ferrara, Adria, Rovigo (It.) 12.44 - Murder - U.K. [82]
- FAGGIANI Rino - 307277 - Member of the Italian Fascist Black Bde., near Caselle, Pressana, Prov. Verona (It.) 6.1.45 - Murder - U.K. [82]
- GHELLERO Giovanni - 300634 - Capo Gruppo of Black Bde., Conche di Codevigo, Piove di Sacco, province of Padua (It.) 20.2.45 - Murder - U.K. [83]
- GHELLERO Renato - 300635 - Member of Black Bde., Conche di Codevigo, piove di Sacco, prov. of Padoa (It.) 20.2.45 - Murder - U.K. [83]
- IANUZZI - 300638 - Lt., Commander, Black Bde., Codigaro, Mesola, Ferrara, Adria, Rovigo (It.) 12.42 - Misc. Crimes - U.K. [84]
- LA SPINA Salvatore (1921) - 300652 - Member, Black Bde., Mesola, Ferrara, Adria, Rovigo, 12.44 - Murder - U.K. [84]
- MARSILI Dino - 300642 - Sgt., Black Bde., Villanova Marchesana, on detachment at Ariano, Mesola, Ferrara, Adria Rovigo (It.) 12.44 - Misc. Crimes - U.K. [85]
- MARSILI Giorgio - 300643 - Member, Black Bde., Villanova Marchesana on detachment at Ariano, Mesola Ferrara Adria Rovigo (It.) 12.44 - Misc. Crimes - U.K. [85]
- MAZZOCCHI Mario - 300644 - Maresciallo, Black Bde., Villanova Marchesana on detachment at Ariano, Mesola, Ferrara, Adria, Rovigo (It.) 12.44 - Misc. Crimes - U.K. [86]
- PATTRACHINI Vittorio - 254150 - Formerly Member of Black Bde., Ariano Polesine (It.) 12.44 - Interr. - U.K. [87]
- PAVANINI - 300647 - Member, Black Bde., Mesola, Ferrara, Adria, Rovigo (It.) 12.44 - Misc. Crimes - U.K. [87]
- PERIN Italo - 305220 - Black Bde., Frasinelle, Rovigo Prov. (It.) 2.8.44 - Misc. Crimes - U.K. [87]
- SPIOTTA Vito - 137077 - Ingegnere, Silvio Parodi Black Bde. at Chiavari (C.C.), Carasco (It.), 10.44 - Murder - U.K. [88]